# Gestione del gabbiano
Gestione del gabbiano è una espressione che indica modo di gestire il personale tale per cui un manager interagisce con i dipendenti soltanto quando ritiene sia sorto un problema. 
La percezione è che questo stile di gestione determini decisioni affrettate su cose che, prima di agire, dovrebbero essere ben comprese. Se questo non accade si verifica una conseguente situazione disordinata che gli altri si trovano ad affrontare. Il termine è diventato popolare per una battuta del libro di Ken Blanchard, Leadership and the One Minute Manager: «I responsabili gabbiano entrano, fanno un sacco di rumore, scaricano su tutti e poi volano via» .
I "manager gabbiano", per apparire potenti e importanti preferiscono redarguire i dipendenti invece che incoraggiarli a risolvere le difficoltà intervenute e spesso scaricano la responsabilità e la colpa di quanto avvenuto a terze persone. Criticano gli altri, ma danno scarso contributo alla soluzione di un problema. Lo stile di gestione del gabbiano può essere indicativo di un manager che non è stato adeguatamente formato per una giusta relazione con i dipendenti.